# Giraut de Bornelh

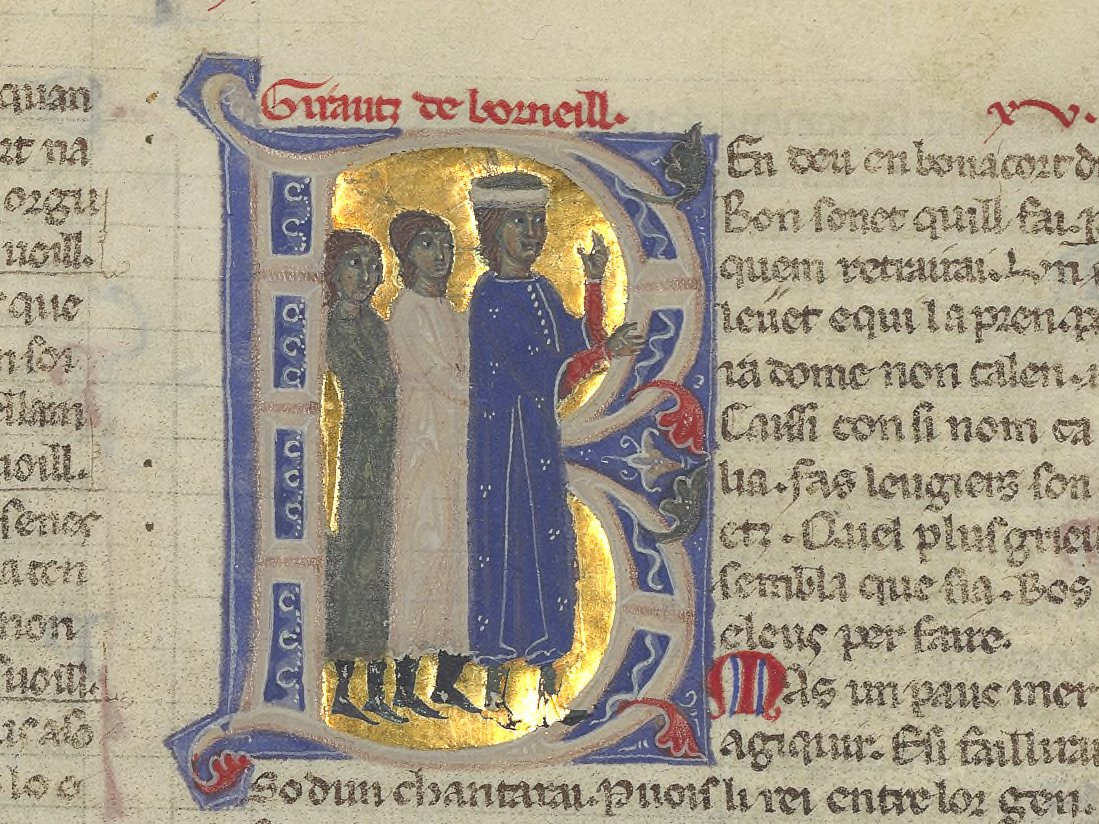
"Girautz de Borneill" (como se escribe en la parte superior) en una miniatura de un cancionero del.

Giraut de Bornelh, Girautz de Borneill, Giraud de Bornell, de Borneil o de Borneyll (Exideuil, Lemosín, Dordoña, 1138 – 1215) fue un trovador francés en lengua occitana, del cual se conservan alrededor de ochenta composiciones y cuatro partituras; un alba, cuarenta y seis cansós, una composición religiosa, dos cantos de cruzada, una pastorela, dos planhs, una romanza, dieciséis sirventeses, seis sirventés-cansós y tres tensós. Fue tan famoso que sus contemporáneos lo llamaron "maestro de trovadores", aunque esta denominación parece ser literal, porque también se dedicaba a la enseñanza.

## Biografía
Se conservan sobre este trovador una Vida y seis razós de distinta fiabilidad. Era "de baja condición, pero sabio hombre de letras y de ingenio natural... Su vida transcurría de tal suerte que durante todo el invierno estaba en la escuela y enseñaba letras, y todo el verano andaba por las cortes y llevaba consigo dos cantantes que cantaban sus canciones. Nunca quiso casarse, y todo lo que ganaba se lo daba a sus pobres padres, y a la iglesia de la villa donde nació, la cual iglesia tenía por nombre, y aún lo tiene, San Gervasio". Estudió en una abadía limosina y tras pasar por varias cortes occitanas se vinculó a la corte de Alfonso II de Aragón y acompañó al conde Adémar V a las Cruzadas entre 1188 y 1189. También estuvo algún tiempo en la corte del rey Alfonso VIII de Castilla, quien le hizo numerosos regalos ("un muy rico palafrén herrado, y muchas otras joyas, y todos los nobles de su corte le habían dado ricos presentes"). Se retiró al Lemosín el 1192. Su prestigio fue tal que Dante Alighieri lo puso en su Purgatorio (XXVI, 120) como el segundo mejor trovador después de Arnaut Daniel, aunque en su De vulgari eloquentia lo pone entre los tres poetas provenzales más grandes: Giraut de Bornelh lo sería respecto a la poesía más alta, cuyo tema es la virtud, Arnaut Daniel en cuanto a la lírica amorosa y Bertrand de Born en la poesía marcial.
También fue protegido por Ricardo Corazón de León en la tercera cruzada, por el príncipe Bohemundo III de Antioquía, en cuya corte estuvo un invierno, y por el rey Pedro II de Aragón; tuvo también su parte de mala suerte: aunque se dice que Sancho el Fuerte de Navarra lo hizo desvalijar a su regreso de Castilla ("lo hizo robar y le quitó todo el arnés y tomó para sí el palafrén herrado, y la otra parte del botín dejó para aquéllos que le habían robado", cuenta una razó) en realidad el robo fue cometido por un noble navarro; y su señor feudal, el vizconde de Limoges Guido IV, tomó y saqueó el castillo de su natal Exideuil en 1211.
Empezó siendo partidario del trobar clus por influjo de Arnaut Daniel, pero luego abandonó este oscuro estilo por el trobar leu más simple y melódico; sobre estos dos estilos debatió en verso con Raimbaut d'Aurenga. Sus numerosas composiciones abarcan distintos géneros; la lírica amorosa está en su mayor parte dedicada a Alamanda d'Estanc. Se cita como su obra maestra en esta lírica amorosa una deliciosa e inspirada alba, en la que supo hermanar hábilmente la poesía popular con las refinadas formas literarias cortesanas; en algunos sirventeses lamenta la decadencia de las reglas de la caballería y de la poesía; también escribió diálogos amatorios, pastorelas y una elegía fúnebre o planto / planh, inspirado por la muerte de su amigo Ignaure. Solo han sobrevivido cuatro de sus melodías. La albada Reis glorios es una de les más famosas y excepcionalmente bella.